# Gustav Friedrich Wucherer
Gustav Friedrich Wucherer (* 24. Januar 1780 in Karlsruhe; † 5. April 1844 in Freiburg im Breisgau) war ein Professor der Physik.

## Leben und Familie
Er besuchte das Gymnasium in Karlsruhe unter seinem Vater, Wilhelm Friedrich Wucherer, der dort Mathematik und alte Sprachen lehrte. Ab 1799 studierte er in Tübingen Theologie und Philosophie (Mathematik und Physik). Seinen Studienabschluss erlangte er am 19. Mai 1802  mit der Note der Vorzüglichkeit. Es folgte eine unruhige Zeit mit mehreren Pfarrstellen in Karlsruhe, Bieberach und Rusheim. Am 18. März 1807 wurde er als evangelischer Stadt- und Universitätspfarrer nach Freiburg berufen. Er heiratete dreimal, alle waren Töchter des Emmendinger Kirchenrates C.B.Gockel. Mit seiner ersten Frau Friedericke Gockel hatte er 1806 bis 1818 zehn Kinder, ihre Schwester Auguste, die er 1819 heiratete, starb schon im ersten Wochenbett und erst die Ehe mit der dritten Schwester, 1821 geschlossen, hielt bis zu seinem Tod.

## Wissenschaft

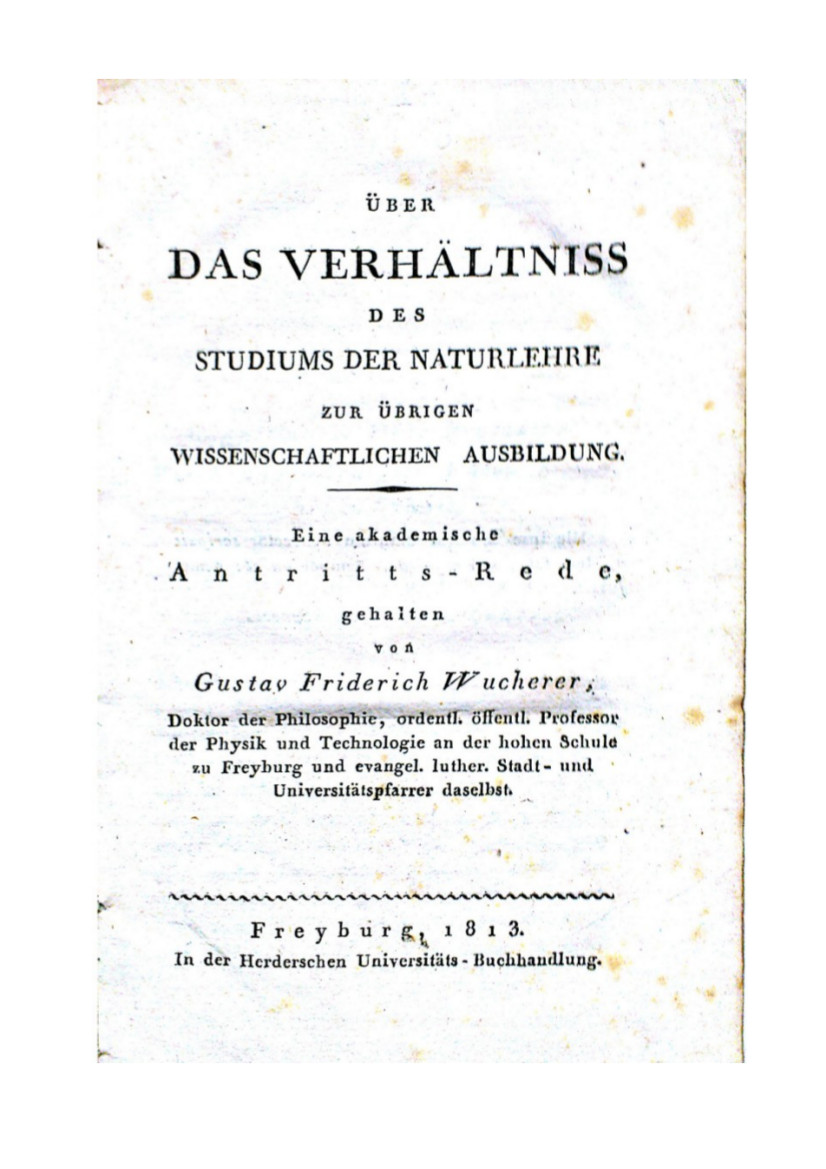
Deckblatt der Antrittsvorlesung

Bereits als Stadt- und Universitätspfarrer gab er seiner Neigung entsprechend Unterricht in der Physik und stellte die Versuchsapparaturen aus den säkularisierten Klöstern Salem und St. Blasien wieder her. Am 19. Juli wurde er zum ordentlichen Professor der Physik und Technologie ernannt.
Er blieb Lehrstuhlinhaber für Physik und Technologie von 1813 bis 1823. Als Ende 1816 beschlossen werden sollte, die Universität Freiburg zu Gunsten von Heidelberg zu schließen, reiste er mit anderen an den badischen Hof und konnte zusammen mit Karl von Rotteck erreichen, dass beide Universitäten erhalten blieben. Für seinen Einsatz zum Erhalt der Universität Freiburg wurde ihm am 13. Februar 1818 die Ehrenbürgerwürde Freiburgs verliehen. Später kehrte er nach Karlsruhe an die von ihm ins Leben gerufene Polytechnische Schule zurück, wo er 1825 bis 1834 als deren Direktor wirkte. Er war somit der erste Direktor und Mitinitiator des heutigen Karlsruher Instituts für Technologie. Auch in Freiburg hatte er eine Polytechnische Schule „zur Bildung des Volkes in allen Ständen“ ins Leben gerufen. Er kehrte 1834 an seinen alten Lehrstuhl der Albert-Ludwigs-Universität Freiburg zurück. Wissenschaftlich war er ein gefragter, anerkannter Fachmann. Er forschte über Luftpumpenkonstruktion und Blitzableiter, wurde deshalb 1840 vom Großherzoglichen Kriegsministerium nach Karlsruhe berufen, um „daselbst unter Mitwirkung eines Artillerie-Offiziers das Geeignete hinsichtlich der Blitzableiter auf den Großherzoglichen Pulver-Magazinen zu besorgen“. 1838 wurde er zum Geschäftsführer der Versammlung deutscher Naturforscher und Ärzte ernannt.

## Tod
Im Dezember 1841 ereilte ihn eine Halbseitenlähmung, von der er sich nie ganz erholte. 1842 schied er  auf sein Gesuch hin aus den Diensten der Universität aus und verstarb am 5. April 1843.

## Werke (Auswahl)
- Die Größenlehre, für Realschulen populär bearbeitet: Erster Theil, welcher die Zahlenlehre enthält. Macklors Hofbuchandlung, Carlsruhe 1807 (232 S., eingeschränkte Vorschau in der Google-Buchsuche).
- Die Größenlehre, für Realschulen populär bearbeitet: Des zweyten Theils, welcher die Raumlehre enthält, erster Cursus. Macklors Hofbuchandlung, Carlsruhe 1812 (185 S., eingeschränkte Vorschau in der Google-Buchsuche).
- Über das Verhältniss des Studiums der Naturlehre zur übrigen wissenschaftlichen Ausbildung: Eine akademische Antritts-Rede. Herdersche Universitäts-Buchhandlung, Freiburg 1813.
- Über die specifischen Gewichte des Zinnbleyes. Freyburg 1817.
- Ueber die mittlere Temperatur Freyburgs. Freyburg 1818.
- Die Elementarlehren der mechanischen Wissenschaften: oder die leichtern Sätze der Gleichgewichts- und Bewegungslehre fester tropfbarer u. elastisch flüssiger Körper …; Mit 13 Kupfertafeln. Gottlieb Braun, Karlsruhe 1821 (XLIV, 432, SLUB > DIGITALE SAMMLUNGEN).
- Die Sommer-Temperatur zu Karlsruhe nach den Resultaten zwanzigjähriger Beobachtungen tabellarisch und graphisch dargestellt. Karlsruhe 1822 (70 S., Münchener DigitalisierungsZentrum, Digitale Bibliothek).
- Die Bilder des gestirnten Himmels: Auf 18 kleinen Sternkarten dargestellt. Karlsruhe 1824.
- Richtung und Umfang der bisherigen Vorträge über Physik in weiterer Bedeutung. Müller, Karlsruhe 1834.